# Stephan Saint-Lary
Stephan Saint-Lary, né le 1er janvier 1979 à Toulouse, est un ancien joueur de rugby à XV évoluant au poste de troisième ligne (1,95 m pour 100 kg).
En 2005, Stephan Saint-Lary était le meilleur preneur de balles en touche du Top 14 et leader de son équipe (FC Auch). Il est un des joueurs emblématiques du FC Auch, dont il a été capitaine.

## Clubs successifs
- Lombez-Samatan Club jusqu'en 2000
- FC Auch : 2000-2013
- FC Auch : 2017-2018

## Palmarès
International
- International universitaire
- International -21 ans.
- International à 7.

Avec le FC Auch
- Coupe de la ligue :
  - Finaliste (1) : 2001
- Championnat de France de Pro D2 :
  - Vainqueur (2) : 2004 et 2007
- Bouclier européen :
  - Vainqueur (1) : 2005[1]